# Thomas Ngelel
Thomas Ngelel (* 1984) ist ein kenianischer Marathonläufer.
2009 wurde er mit seiner persönlichen Bestzeit von 2:18:34 h Dritter beim Kampala-Marathon. Im Jahr darauf siegte er beim Salzburg-Marathon. 2011 wurde er Elfter beim Marathon des Alpes-Maritimes.